# Elfriede Irrall
Elfriede Irrall (18 de febrero de 1938 - 26 de febrero de 2018) fue una actriz teatral, cinematográfica y televisiva austriaca.

## Biografía
Nacida en Viena, Austria, completó su educación entre 1952 y 1955 en la Escuela Teatral Krauss de Viena. En 1982, junto a Olaf Scheuring, fundó el „Theaterspielwerk“. Trabajó en diferentes teatros, entre ellos el Theater in der Josefstadt, el Volkstheater de Viena (en 1960 actuó en Erdgeist, de Frank Wedekind bajo dirección de Gustav Manker), el Renaissance-Theater de Berlín, el Volksbühne de Berlín y el Schaubühne de Peter Stein, también en Berlín. 
Además, trabajó en numerosas producciones cinematográficas, televisivas y radiofónicas, como los programas Paul Temple und der Fall Spencer, dirigido por Eduard Hermann, y Ohrenbär, este último emitido por RBB.
Como complemento a su actividad interpretativa, Irrall dio clases de actuación en Berlín y en Viena. En Berlín la actriz participó en 1999 en un proyecto en la Paul-Schneider-Haus para proporcionar a los jóvenes un curso de teatro.
Elfriede Irrall vivió en Lutzmannsburg y Viena. Tras su matrimonio con Walter Kohut, la actriz mantuvo una relación sentimental con el director, dramaturgo y actor Olaf Scheuring, que se mantuvo hasta la muerte de él en el año 2009. Irrall falleció en Viena en el año 2018, unos días después de cumplir los ochenta años.

## Filmografía (selección)
- 1960 : Herr Puntila und sein Knecht Matti
- 1961 : Die Spur der Leidenschaft (telefilm)
- 1962 : Das Geheimnis der schwarzen Koffer
- 1962 : Ende schlecht – Alles gut (telefilm)
- 1962 : Die glücklichen Jahre der Thorwalds
- 1964 : Sechs Personen suchen einen Autor (telefilm)
- 1964 : Hilfe, meine Braut klaut
- 1965 : Der Gärtner von Toulouse (telefilm)
- 1967 : Claire (telefilm)
- 1967 : Abgründe (telefilm)
- 1968 : Affäre Dreyfuss (miniserie TV)
- 1968 : Madame Bovary (telefilm)
- 1969 : Die Glasmenagerie (telefilm)
- 1971 : Peer Gynt (telefilm)
- 1973 : Die Wollands
- 1974 : Der Kommissar (serie TV), episodio Schwierigkeiten eines Außenseiters
- 1974 : Lohn und Liebe (telefilm)
- 1976 : Sladek oder Die schwarze Armee (telefilm)
- 1976 : Tatort (serie TV), episodio Abendstern
- 1979 : Bellas Tod (telefilm)
- 1980 : Familie Merian (serie TV)
- 1980 : Die Kinder aus Nr. 67
- 1981 : Etwas wird sichtbar
- 1981 : Der Rote Strumpf
- 1982 : Regentropfen
- 1982 : Logik des Gefühls
- 1983 : Variation (telefilm)
- 1994 : Hasenjagd
- 1997 : Lamorte (telefilm)
- 1997 : Die Schuld der Liebe
- 1998 : Glatteis (telefilm)
- 1999 : Der Vulkan
- 2000 : Abschied. Brechts letzter Sommer
- 2001 : Die Liebe meines Lebens (telefilm)
- 2003 : Der Landarzt (serie TV), episodio Wiedersehen in Dänemark
- 2005 : Die Landärztin (serie TV), episodio Die Landärztin
- 2009 : Kleine Fische
- 2010 : Tatort (serie TV), episodio Glaube, Liebe, Tod
- 2011 : Zwischen den Zeilen
- 2012 : SOKO Kitzbühel (serie TV), episodio Grabesstille

## Teatro
- 2012 : Lotty und Lilya, de Katrin Ammon, Stadttheater Walfischgasse Wien
- 2011 : Harold and Maude, de Colin Higgins, Volkstheater Wien
- 2010 : Roses Geheimnis, de Neil Simon, Volkstheater Wien
- 2009 : John Gabriel Borkman, de Henrik Ibsen, Ernst Deutsch Theater
- 2007–2009 :  Rose und Walsh, de Neil Simon, Hamburger Kammerspiele
- 2006 :  Donna Rosit, Federico García Lorca, Schauspielhaus Bochum
- 2005 : Not I, de Beckett-Hollinger-Abend, Zeitgenössische Oper Berlin[6]

## Radio (selección)
- 2013 : Anthony Berkeley Cox: Verdacht, dirección de Regine Ahrem (RBB)
- 2014 : Christine Nagel: Nach dem Verschwinden, dirección de Christine Nagel (RBB)

## Publicaciones
- Olaf Scheuring: unerhört das leben, Verlag Bibliothek der Provinz, Weitra 2012, ISBN 978-3-99028-046-1.
- Con Olaf Scheuring: Und künde anderen von solchem Glück, Verl. Bibliothek der Provinz, Weitra 2014, ISBN 978-3-99028-363-9.
- Con Olaf Scheuring: Yggdrasill, Verl. Bibliothek der Provinz, Weitra 2018, ISBN 978-3-99028-684-5.

## Premios
- 2012 : Condecoración de oro de la provincia de Viena